# Mahishàsura
En la mitologia hindú, Mahishàsura (महिषासुर, mahiṣāsura) és un asura (dimoni, ésser amb qualitats no divines).

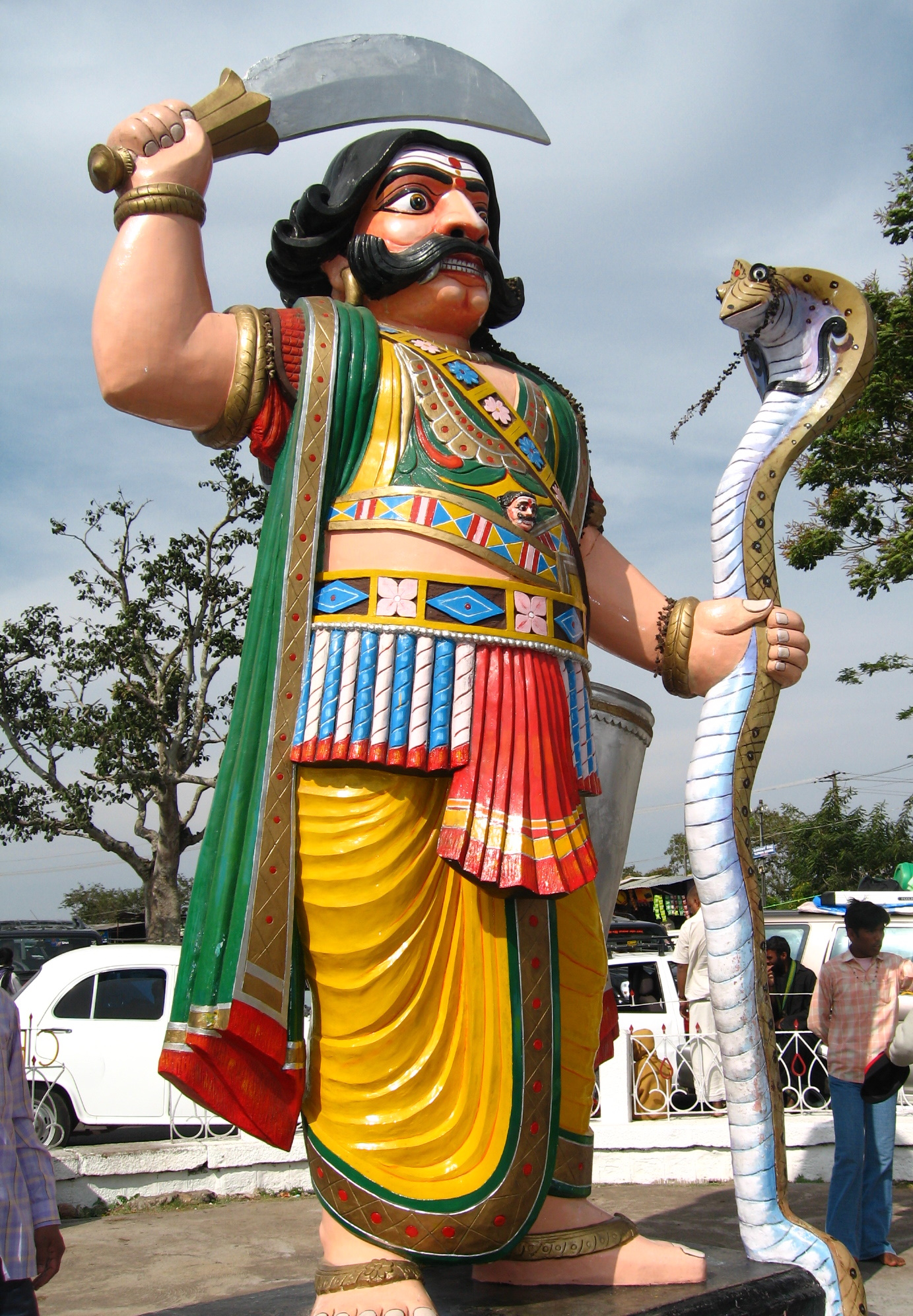
Una estàtua del monstre mitològic Mahishá Asura al cim dels turons Chamundi (en l'estat indi de Mysore, el nom del qual prové d'aquest personatge); fotografia del 2007.

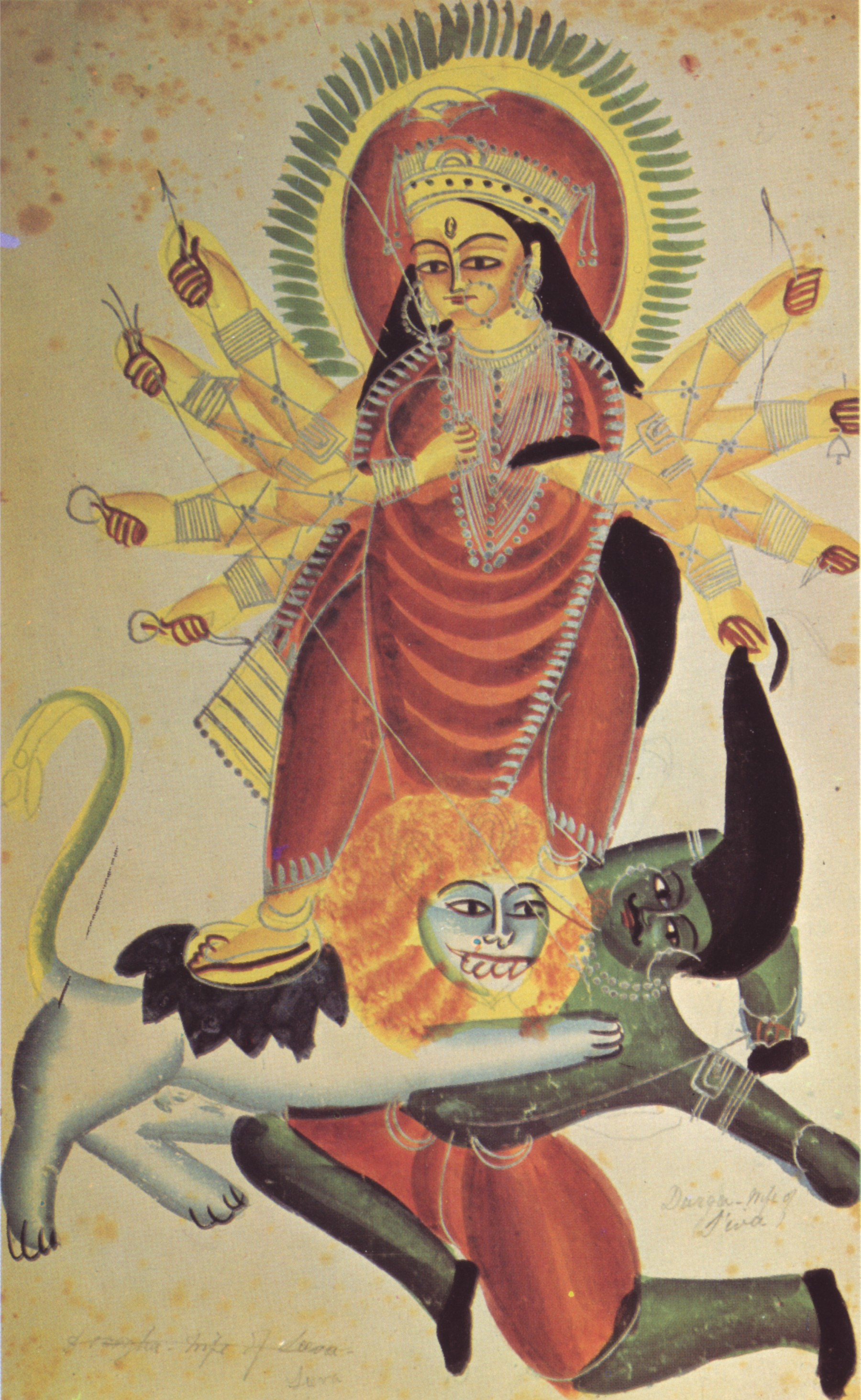
La deessa Durga sobre el seu lleó mata el dimoni Mahishà; pintura de 1880, de l'escola Kalighat.

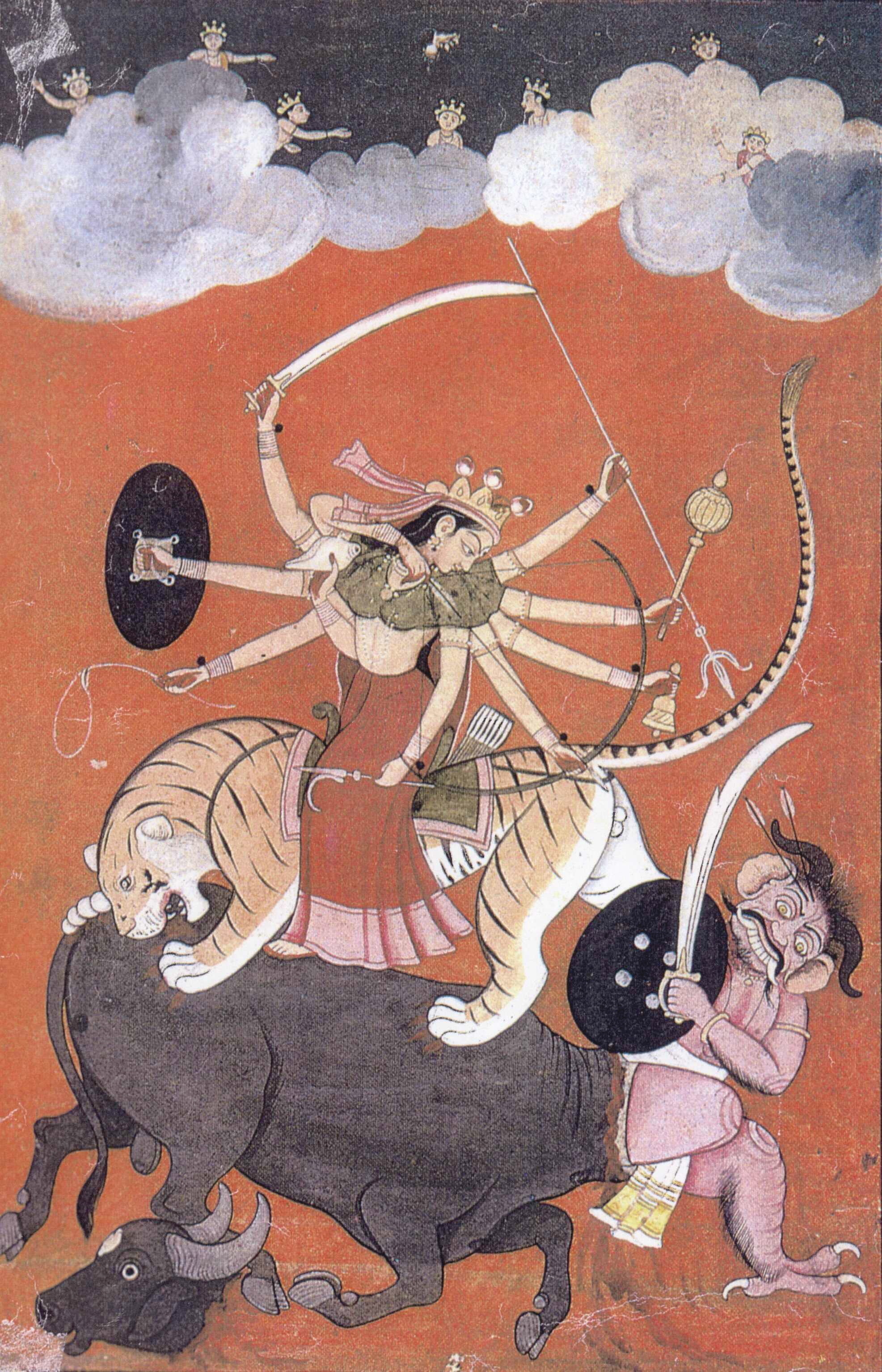
Als núvols es poden veure els devas temorosos. La història -que es compta en el Devi Mahatmya i el Devi Bhagavata - és el rerefons del festival Durga-puja (a la tardor). Pintura de l'escola Guler, principis del, d'autor desconegut.

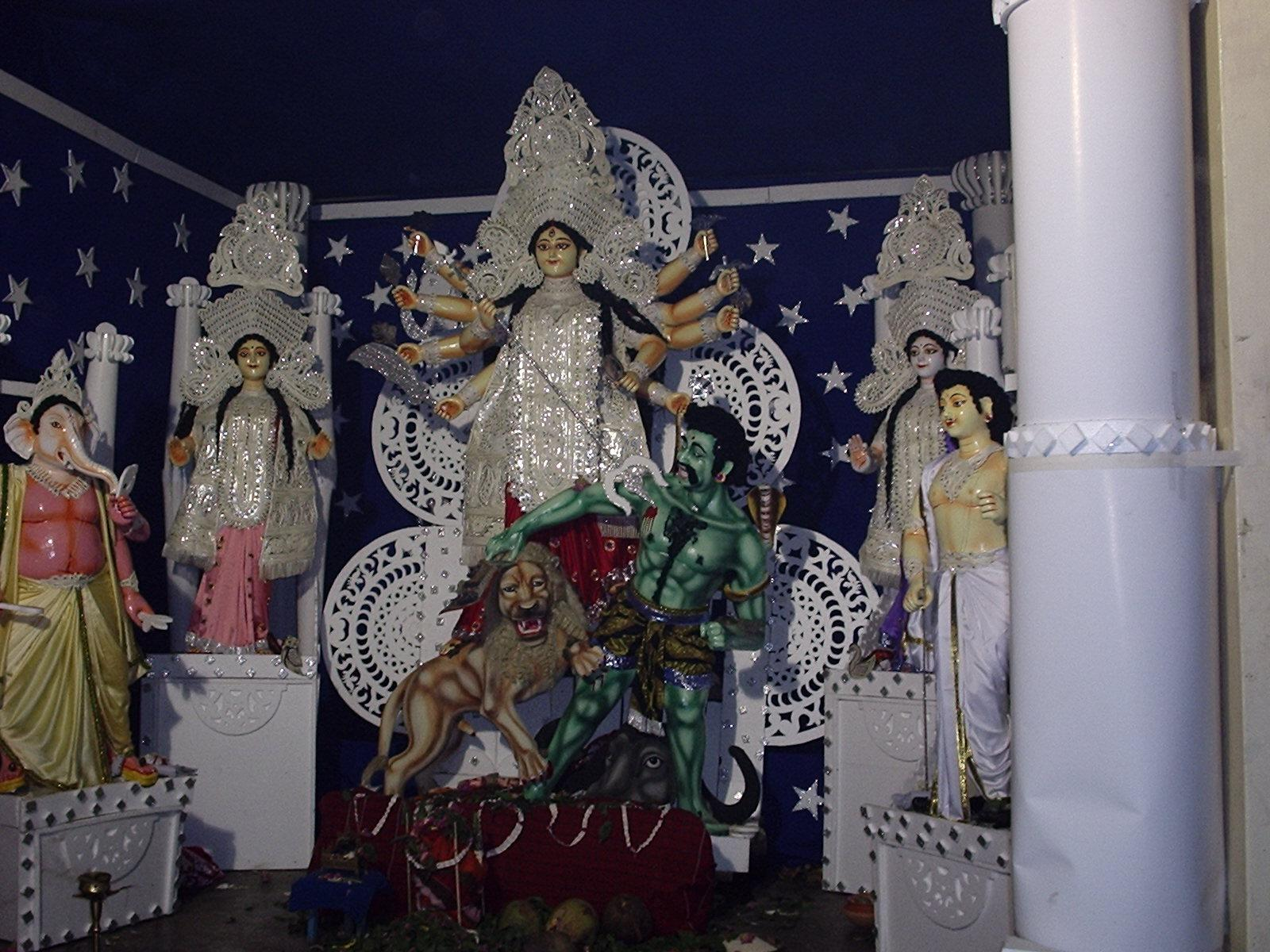
Ídols de la deessa Durg amb els seus «fills» Ganeixa (l'home elefant), Sarasvatí, Lakxmi, i Kartikeia en un festival Durga puya, lluitant contra el dimoni Mahissura. Fotografia de 2003, d'un fotògraf de Dhaka (Bangladesh).

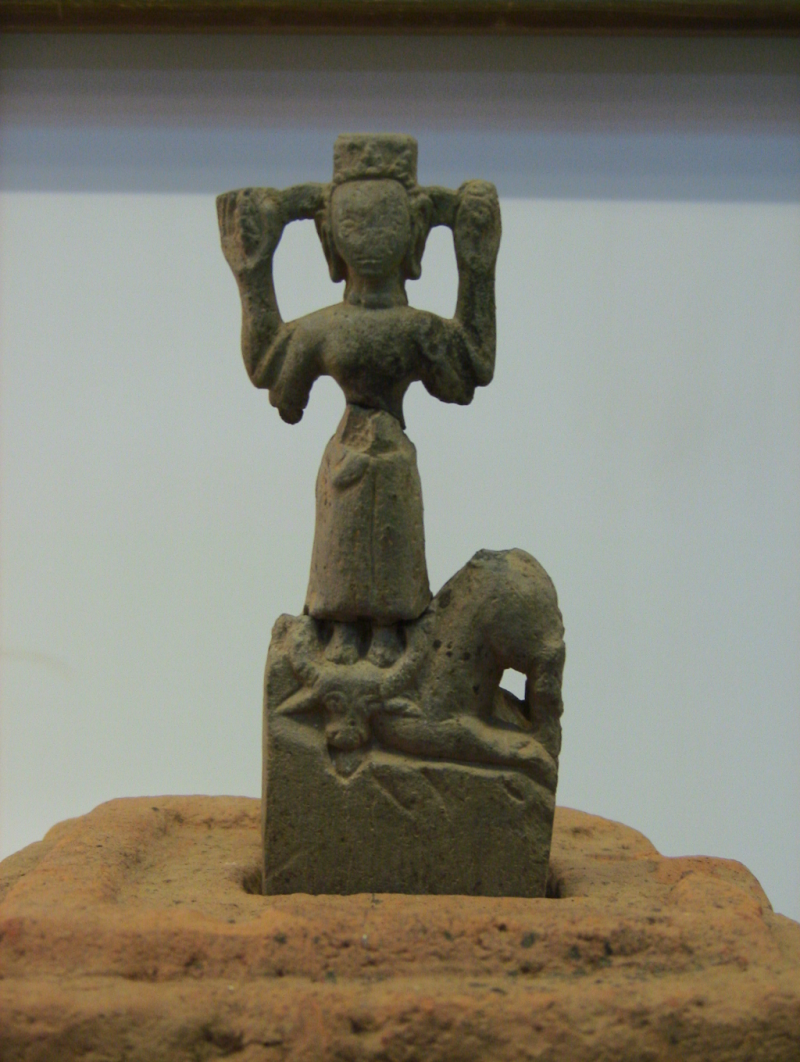
Una estàtua de la deessa Uma (Meu o Durg) trepitjant el monstre búfal Mahishá. Trobada al santuari Cát Tiên, actualment es troba al Museu Nacional d'Història del Vietnam (foto del 2007).

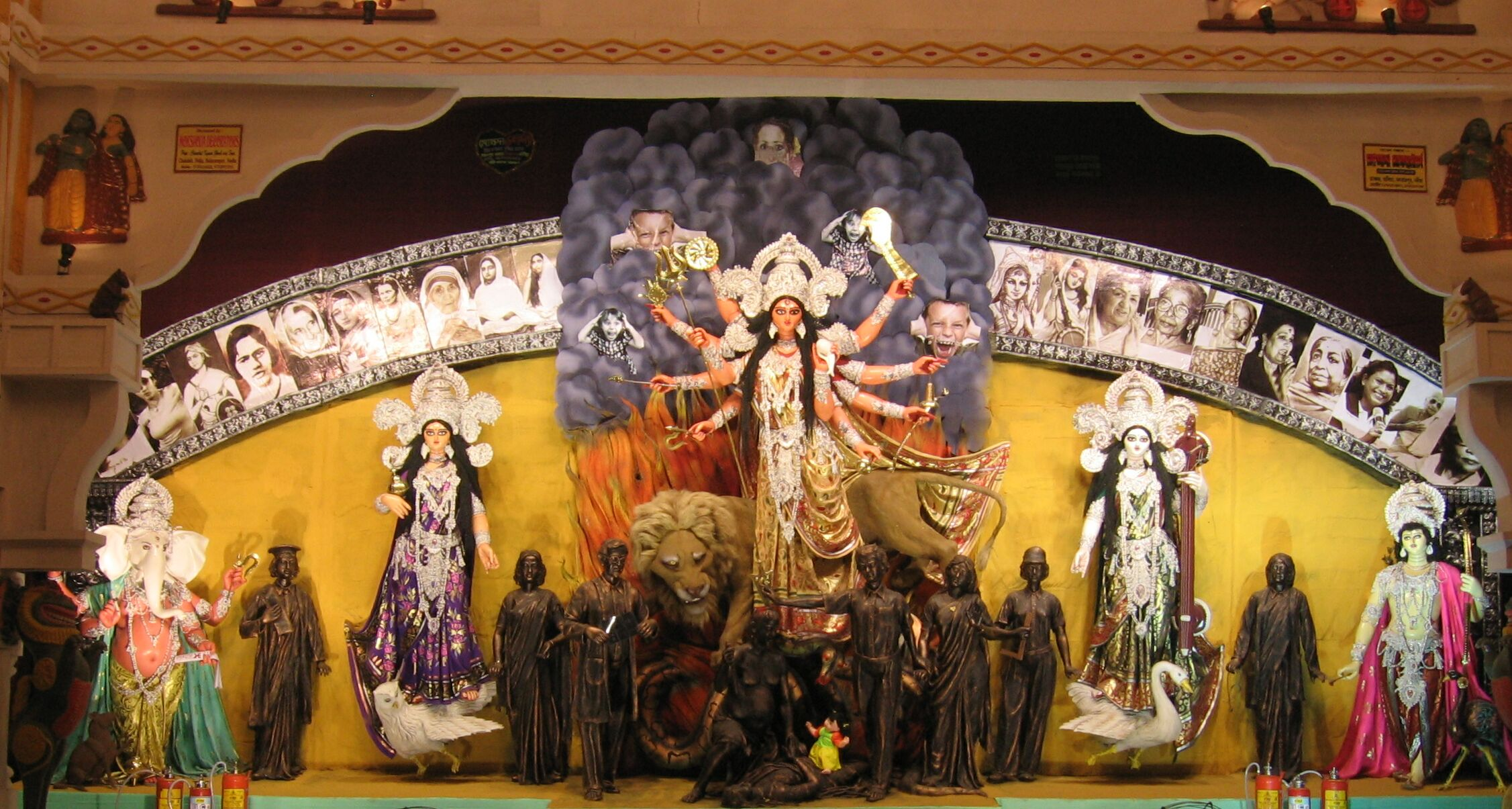
El pandal (botiga) del Durga-Puja al parc Muhammad Ali a Calcuta és conegut pels seus temes socials. Es refereix al rol de la dona i l'avortament en la societat moderna. Es veuen metgesses, advocades i enginyeres, un metge mostra un informe d'ultrasons, basat en el qual, una doctora amb un ganivet li obre el ventre a una dona ajaguda per avortar a una nina.

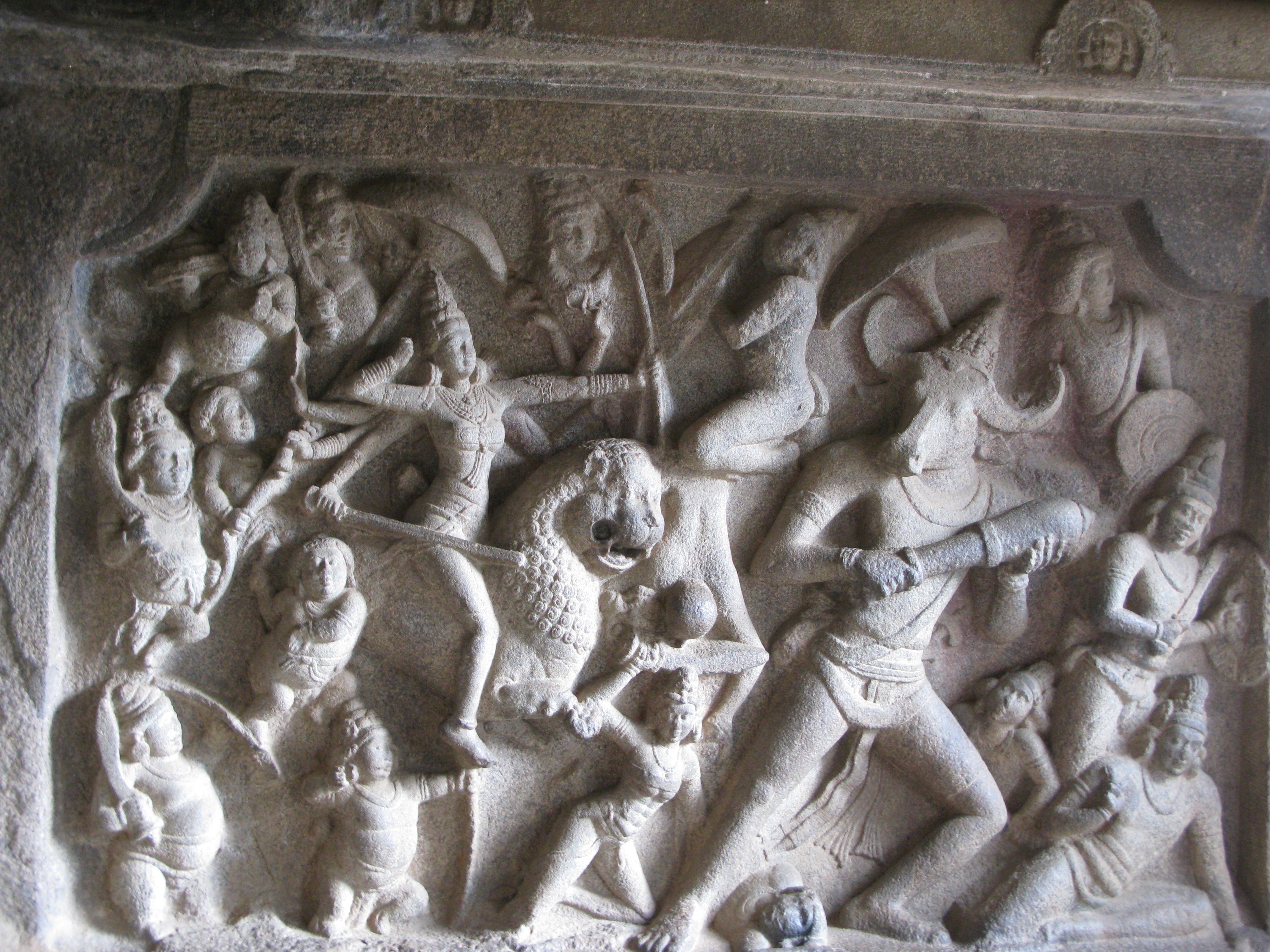

## Significat
El nom Mahishàsura prové de dos termes sànscrits: mahiṣà ('búfal') i a-sura (no-déu ').
Mahiṣà té diversos significats:
- 'búfal'[1] (que es considera l'emblema del déu Iama i el d'un sant jaina). També mahishà migà o mahishà migm [mrigànam].
- nom d'un asura assassinat per la deessa Pàrvati o per Skanda (el déu de la guerra).[2]
- 'gran, poderós'.[3]
- mahishà suparà: el Sol.[4]
- un gran sacerdot.[5]
- el fill d'un kxatriya (guerrer) i una tīvarī (una dona ja casada amb un caçador).[6]
- nom d'un sādhya (un tipus de déus menors en l'hinduisme).[7]
- nom d'un savi (autor d'un comentari al prātiśākhya del Yajurveda)
- nom d'una muntanya a Śālmaladvīpa (una de les illes concèntriques que «envolten» l'Índia, segons la cosmologia hinduista).[8]
- (en plural) nom d'una ètnia.[7]

## Llegenda
El pare de Mahishsura, Rambha, era el rei dels asures. En certa ocasió va tenir relacions sexuals amb una màhi (búfala); d'aquesta unió va néixer Mahishàsura. Per aquesta raó ell té la capacitat de convertir-se a voluntat en búfal.
Malgrat ser un asura (a-sura significa 'no-déu ' encara que no té una connotació tan negativa com el terme «dimoni»), Mahishàsura era pietós i meditava en el déu de quatre caps Brama. Finalment, Brama li va donar una benedicció: que no pogués ser derrotat en batalla per cap baró ni déu. Llavors va envair les cases celestials, va derrotar el rei dels déus Indra, i va expulsar tots els devas (déus) fora del Cel.
Els déus es van reunir per decidir com derrotar aquest asura invencible. Com ell no podia ser derrotat per cap baró, van crear entre tots el seu nèmesi en la forma d'una jove, Durga (un aspecte de Xacti o Pàrvati). Ella combinava la potència material de tots els devas en una forma bella.
La deessa va atacar durant nou dies l'imperi de Mahishàsura, i va derrotar el seu exèrcit; el desè dia del quart minvant va matar l'asura. Per això Durga és anomenada Mahishà-Asura-Mardini (sent mardini el femení dassassí'), l'assassina de l'asura Mahishà.
Durant diverses batalles, Durgà va esdevenir el seu aspecte com a Kali; particularment quan lluitava contra Raktabija, el qual tenia el do màgic que cada gota de sang que queia d'ell i tocava la terra, es convertia en un altre Raktabija (rakta: 'sang', bija: 'llavor'). Kali llavors va treure la seva llengua i va beure tota la sang abans que toqués la terra.
Aquesta gesta se celebra en diverses versions del Durga-puja en els Estats indis de Bengala i Orissa. En altres llocs de l'Índia se celebra com a Dussehra i Navaratri, com al victòria del bé sobre el mal.

## Estat de Mysore
Segons el llibre Religious thought and life in Índia (també anomenat Brāhmanism and hindūism) del britànic Monier Monier-williams (1819-1899), el nom de l'estat indi de Mysore prové d'aquest Mahishàsura.